# Burgruine Falkenstein (Taunus)
Die Burg Falkenstein, auch Neu-Falkenstein genannt, ist die Ruine einer Höhenburg im gleichnamigen heilklimatischen Kurort Falkenstein, einem Stadtteil von Königstein im Taunus im Hochtaunuskreis in Hessen. Das umgebende Gelände Burghain Falkenstein ist Naturschutzgebiet.

## Lage

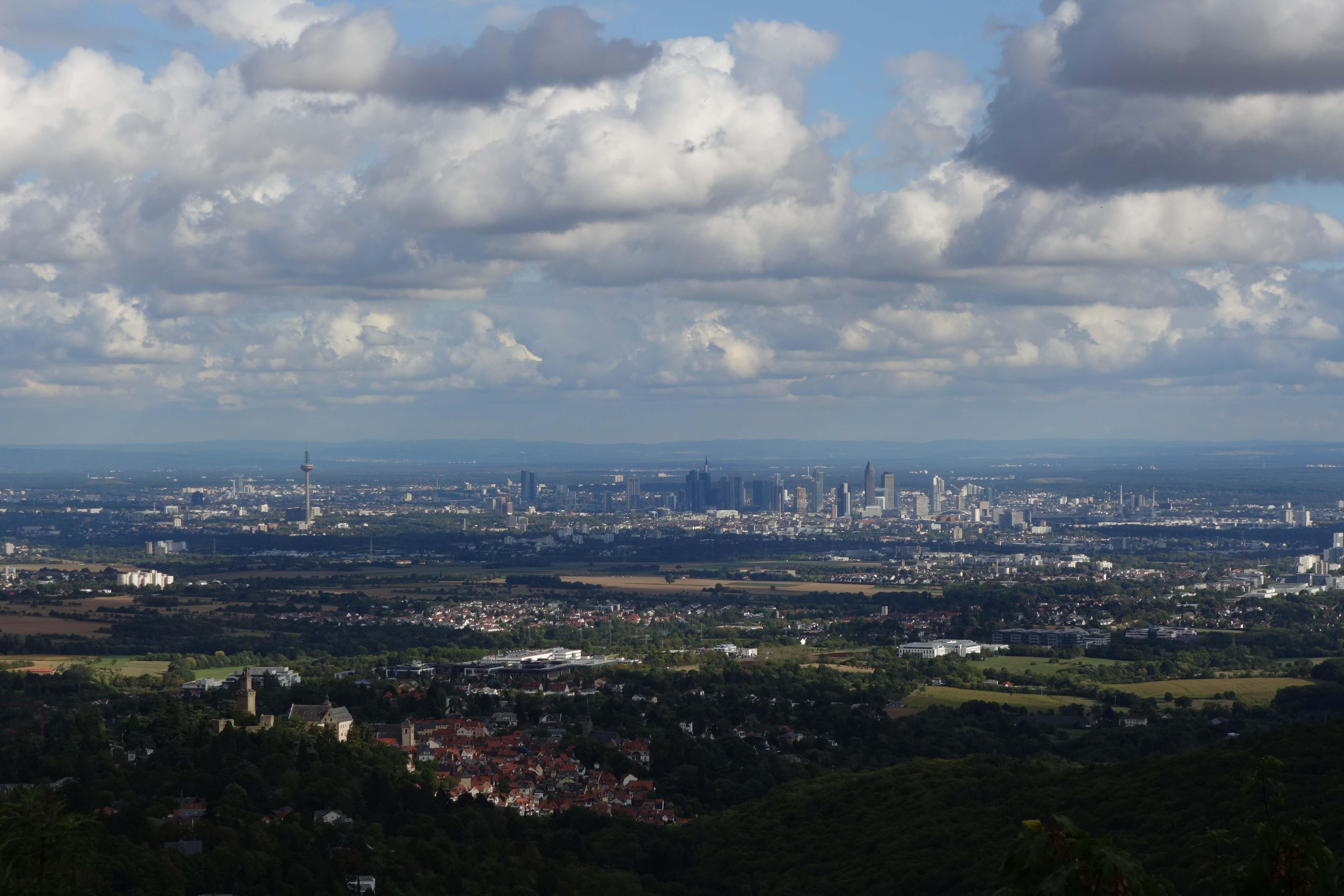
Blick von der Burgruine Falkenstein auf Frankfurt und die Untermainebene, im Vordergrund links die Burg Kronberg über dem gleichnamigen Ort

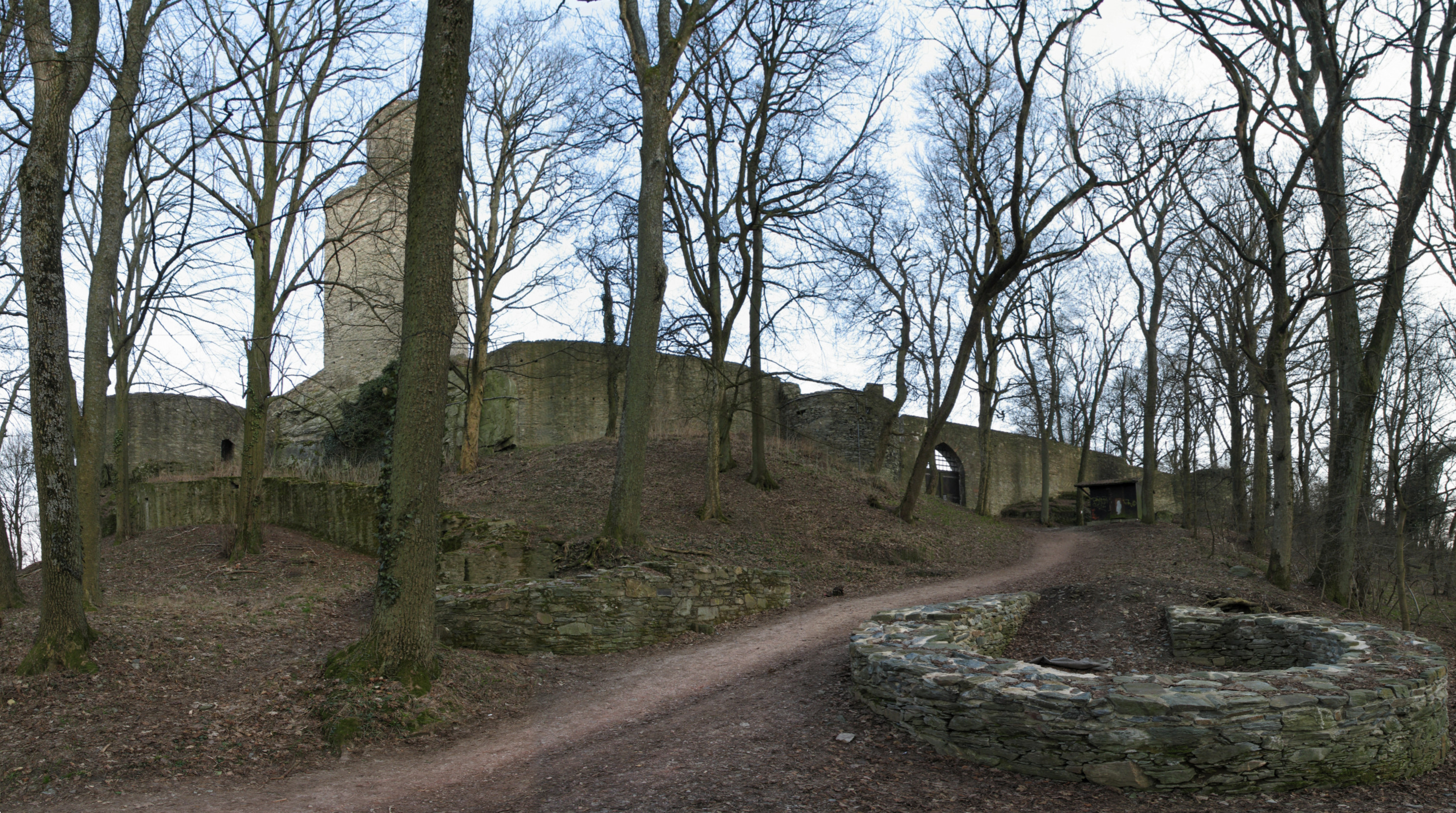
Die Burganlage von außen.

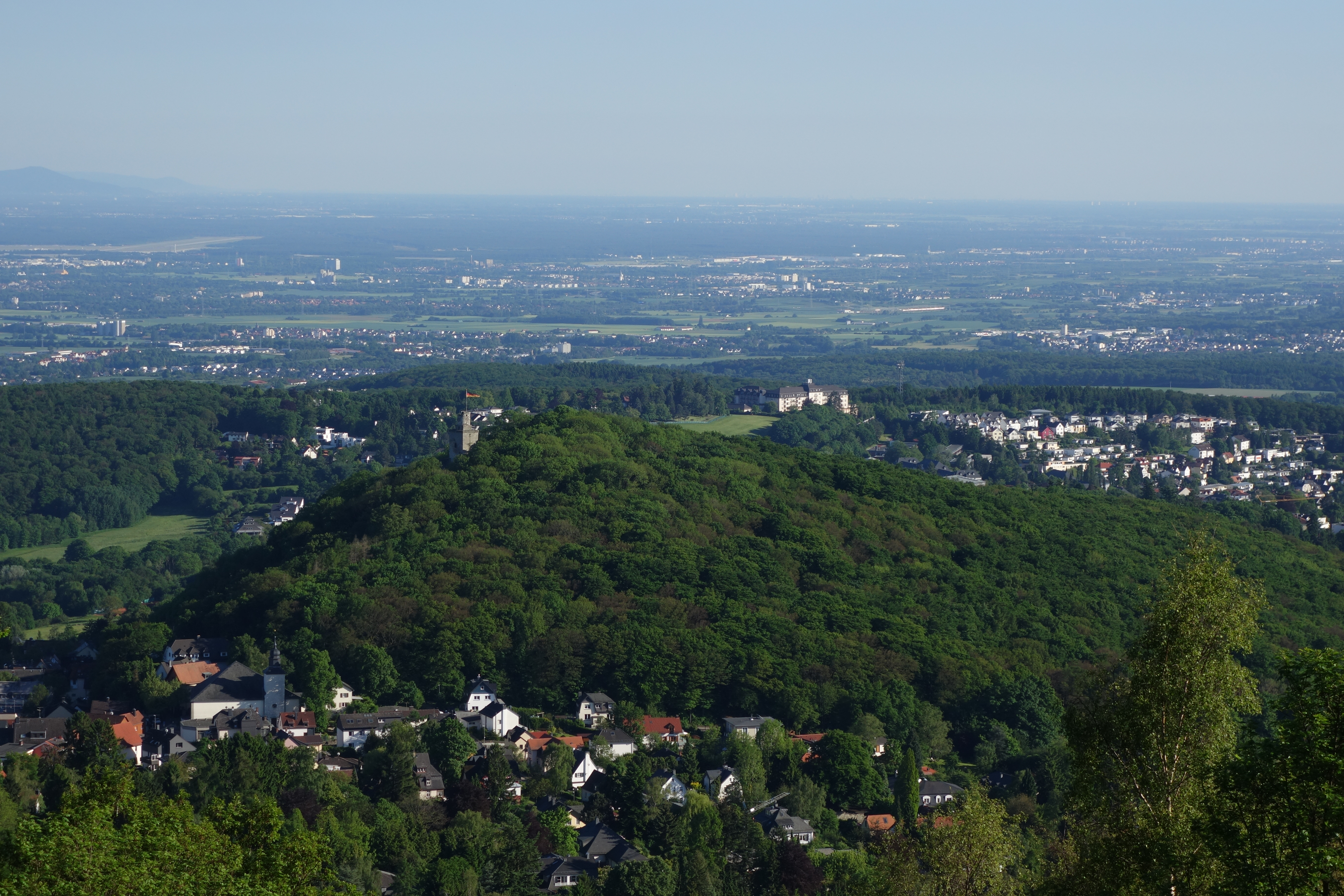
Blick vom Lips-Tempel auf den Burghain und die Burgruine Falkenstein. Hinten links am Horizont der Melibokus im Odenwald, davor die Startbahn West.

Die Burgruine auf 450 m ü. NHN ist weithin sichtbar, sowohl von Königstein im Taunus aus als auch aus Richtung Kronberg im Taunus. Von der Burgruine aus lassen sich Frankfurt am Main und weite Teile der Rhein-Main-Ebene überblicken. Der Weg zur Burg ist sehr gut ausgeschildert und es gibt mehrere Routen, beginnend bei dem Kurbad Königstein. Touristisch überlaufen ist die Anlage dennoch nicht, unter anderem da sie außerhalb des Ortes nicht ausgeschildert ist. Der Aufgang befindet sich bei der katholischen Kirche vom Reichenbachweg abgehend; dort befindet sich ein Hinweisschild. Die Burg ist nur zu Fuß zu erreichen. Der Weg ab der katholischen Kirche ist etwa 330 Meter lang und führt bergauf. Benachbart sind die Burgen Königstein südwestlich in etwa 1,5 Kilometer Luftlinie und Kronberg südöstlich in etwa drei Kilometer Luftlinie.

## Geschichte
Die Burg wurde in der Mitte des 14. Jahrhunderts von den Herren von Bolanden-Falkenstein, die ihren Hauptsitz am Donnersberg auf Burg Falkenstein in der Pfalz besaßen, als Burg Neu-Falkenstein errichtet, und zwar unmittelbar neben der mutmaßlich schon aus dem 11. Jahrhundert stammenden Burg Nürings. Im Jahr 1364 wurde sie im Zusammenhang mit dem Reichskrieg gegen Philipp VI. von Falkenstein (Falkensteiner Fehde) erstmals erwähnt.
In rascher Erbfolge wechselte die Burg ab Ende des 14. Jahrhunderts ihren Besitzer. Den Grafen von Sponheim folgten Graf Philipp I. von Nassau (1385) und die Herren von Hattstein sowie die Herren von Cronberg, die zuerst Lehnsmannen und danach Besitzer waren. Um 1500 wurde die Ringmauer durch Flankierungstürme verstärkt und der spätgotische Bergfried in Butterfassform (ähnlich demjenigen in Idstein) ergänzt. Anfang des 17. Jahrhunderts kam die Burg in den Besitz der Herren von Staffel.
Mit Urkunde vom 18. Januar 1680 erhielt Adolf Johann Karl Freiherr von Bettendorf (als Nachfolger des kinderlos verstorbenen Gerhard Adam von Staffel) Schloss und Dorf Falkenstein als Nassau-Weilburger Lehen.
Das Ende der Burg kam nach dem Dreißigjährigen Krieg. Sie verlor an Bedeutung und verfiel. Teile waren zwar noch bis etwa 1780 durch die Herren von Bettendorf bewohnt, wurden danach jedoch abgebrochen. Der allmähliche Abbruch der restlichen Anlage wurde erst 1842 gestoppt. Das heute sichtbare Eingangstor ist eine Rekonstruktion aus dieser Zeit.
1945 ging die Burganlage in den Besitz der damaligen Gemeinde Falkenstein über. Durch das Fehlen einer „Burggaststätte“, eines Wasseranschlusses und sanitärer Anlagen sind Feiern, Theaterspiele und Übernachtungen auf der Burg nicht möglich. Für die Erhaltung des örtlichen Wahrzeichens engagiert sich der Heimatverein Falkenstein sowohl ideell wie auch materiell durch Spendengelder. Jährlich einmal im Sommer findet ein öffentliches Fest des Männergesangsvereins Falkenstein (MGV Falkenstein) dort statt. Dieser Verein hat auch in den 1970er Jahren den einzigen Keller im Burginneren freigelegt.
Bis etwa in die 1980er Jahre lebte auf der Burgruine Falkenstein eine kleine Gruppe Steinböcke, entsandt vom Opel-Zoo am Fuße des Burghain auf Kronberger Gemarkung.
Literarisch wurde die Burgruine durch den Dichter Stefan George (1868–1933) in dessen letztem Gedichtband Das Neue Reich (1928) mit dem Gedicht Burg Falkenstein verewigt: „Zur bewaldeten kuppe / stieg ich an neben dir / Wo auf rauh-gradem eckturm / sich der rundturm erhebt […]“

## Anlage
Die Ringmauer, ein Teil der Schildmauer, der 18 Meter hohe Bergfried auf einer Grundfläche von 6,75 mal 6,75 Meter mit seinem Hocheingang in vier Meter Höhe, Gebäudereste an der Ostseite sowie zwei Kanonentürme sind gut erhalten. Die Größe der Kernburg betrug etwa 90 mal 30 Meter. Der rechteckige Bergfried stammt aus dem 14. Jahrhundert mit seinem runden Aufsatztürmchen aus dem 15. Jahrhundert.
Die gesamte Burgruine ist aktuell (Stand: Ende 2013) von März bis Oktober täglich von 10:00 bis 19:00 Uhr geöffnet. Von November bis März ist die Burganlage geschlossen. In der Regel wird der Zutritt von Angehörigen des Heimatvereins Falkenstein kontrolliert und ein Eintritt von zwei Euro pro Person erhoben. Königsteiner Bürger haben bei Vorlage eines Nachweises freien Eintritt, es wird aber um eine Spende gebeten. Der in unmittelbarer Nähe gelegene Dettweiler Tempel ist als Aussichtspunkt jederzeit frei zugänglich.
Der Bergfried kann derzeit besichtigt werden. Zudem wird er unregelmäßig bei Feierlichkeiten geöffnet. In den Sommermonaten ist er darüber hinaus in der Regel einmal pro Monat – meist an einem Samstag – für die Allgemeinheit geöffnet. Die Burg bietet über den Opel-Zoo und die Burg Kronberg hinaus einen sehr schönen Ausblick auf die Rhein-Main-Ebene.
Die Burg ist eingebunden in den 2013 vom Taunusklub e. V. angelegten 3-Burgen-Weg Königstein – Falkenstein – Kronberg.

## Sagen
- Ludwig Bechstein: Der Teufelsweg auf Falkenstein[5]